# Qoratepa (Asaka)
Qoratepa ist ein Dorf (qishlog) im Bezirk Asaka der usbekischen Viloyat Andijon im Ferghanatal.
Der Ort liegt etwa 30 km südwestlich der Viloyathauptstadt Andijon und etwa 15 km südwestlich der Bezirkshauptstadt Asaka, ungefähr auf halber Strecke zwischen Asaka und Quva. Er hat einen Bahnhof der Eisenbahnstrecke Margʻilon-Andijon.